# Герард Водаж
Герард Водаж (пол. Gerard Wodarz; нар. 10 серпня 1913, Великі Гайдуки, Польща — пом. 8 листопада 1982, Хожув, Польща) — польський футболіст, лівофланговий нападник, гравець збірної Польщі, учасник чемпіонату світу 1936 року. Найкращий лівофланговий гравець в Польщі в 1930-х роках.

## Міжвоєнний період
Герард народився як громадянин Пруссії. Спочатку його ім'я мало німецьку орфографію й звучало як «Герхард». Після приєднання Східної Пруссії до Польщі отримав польське громадянство, а його ім'я було «полонізоване». У 1926 13-річний Водаж приєднався до клубу «Рух» (Великі Гайдуки), в якому виступав до 1939 року на позиції лівофлангового нападника. Мав репутацію спокійного, розважливого та домашнього чоловіка, тримався осторонь від гучних п'янок, які були нерідкістю в його клубі. Вже у 21-річному віці завдяки стабільній грі став капітаном команди.
Разом з Теодором Петереком та Ернестом Віллімовським був найкращим нападником в історії польського вищого дивізіону. Особливо завдяки цим «трьом силезьким королям» у період між 1933 і 1938 роком «Рух» був п'ять разів польським чемпіоном. Він відзначився 51-м голом у 183 матчах за «Рух».
З 1932 по 1939 рік його викликали 28 разів у національну збірну. Разом з нею він дійшов до півфіналу на Олімпійських ігор у Берліні 1936 року. На цьому турнірі відзначився 5-а голами. Загалом же футболці польської збірної забив 9 м'ячів. У 1938 році був учасником чемпіонату світу, який стартував з 1/8 фіналу. В єдиному для Герарда матчі на цьому турнірі польська збірна в додатковий час з рахунком 5:6 поступилася Бразилії. Через три місяці був одним з гравців польської команди, яка на виїзді в Хемніці поступилася німцям з рахунком 1:4.

## Під час Другої світової війни
В останній тиждень серпня 1939 року він був викликаний до польських збройних сил в рамках загальної мобілізації. За його словами, незабаром після вторгнення вермахту в Польщі 1 вересня 1939 року потрапив у німецький полон, але зумів втекти з Кракова під час транспортування в'язнів і повернутися до Верхньої Сілезії.
Після приєднання східної частини Верхньої Сілезії з Третім рейхом в жовтні 1939 року польське клубне керівництво «Руху» було заарештовано й замінено німцями, клуб трансформувався у німецьку команду «Бісмаркгюттер СВ» (БСВ). Жодній особі, яка вважала себе полякам, грати в ньому не дозволялося. Вже напередодні першого матчу нової команди на футбольне поле разом з Петереком та Вілімовським вийшов і Водаж, які щоб мати право грати за БСВ отимали німецький Фолькліст. Німецька влада повернула йому ім'я «Герхард», а прізвище видозмінила на «Водасш» або «Влодасш».
У 1940 та 1941 роках виступав за збірну Гауліги Сілезія на Кубку земель Рейху. У січні 1942 року був мобілізований до Вермахту, спочатку його частина базувалася в Лотарингії. Під час відпустки на батьківщині виступав за БСВ в окремих матчах Гауліги Сілезії.
У ранзі обер-єфрейтора наприкінці серпня 1944 року був на Західному фронті в Провені, приблизно в 100 кілометрах на південний схід від Парижа, де потрапив у британський полон. Згодом у своїх спогадах він зазначив, що втік з полону та приєднався до французьких партизанів. Потім був переданий французами до армії США як колишній громадянин Польщі. Американці в свою чергу видали його британському командуванню, яке координувало Військо Польське на Заході.

## Післявоєнний період
Після завершення війни його підрозділ перевели до Шотландії, де прозахідне керівництво Польщі спочатку вичікувало подальшого розвитку політичної ситуації на батьківщині. Тут він знову грав у футбол, спочатку у військовій команді Королівських Повітряних Сил, а потім за футбольну команду міста Фрейзербург.
Восени 1946 року повернувся до Польщі, де знову виступав за «Рух» (Хожув). Як й інші провідні гравці з Верхньої Сілезії, змушений був виправдовуватися перед підконтрольним комауністам МГБ Польщі за свої виступи в німецьких клубах у роки Другої світової війни. Згідно з інформацією польських спортивних журналістів, яку Герард повідомив десятиліттям пізніше, у 1939 році під час полону він повідлмив німцям, що виступав у збірній Польщі з футболу. Після цього німецький офіцерв так сильно вдарив його в коліно, що Водаж три місяці змушений був провести в лікарні. Після повернення до Верхньої Сілезії він зумів знайти роботу лише після того, як отриав німецький Фолькліст. Він змушений був грати в футболу, оскільки потрібно було годувати сім'ю.
Вже в 1947 році, через рік після повернення до Хожува, завершив кар'єру футболіста. Навчався у Вищій школі фізичного виховання у Кракові. У 1949 році став головним тренером хожувського «Руху». Проте вже через рік переїхав до новоствореного «Гурника» (Забже), з яким у 1952 році виборов путівку до Другої польської ліги. Через два роки завершив роботу в Забже. Потім без особливих успіхів тренував декілька команд з Верхньої Сілезії. У 1961 році протягом чотирьох місяців знову очолював хожувський «Рух». Також працював бугалтером.

## Статистика виступів за збірну на турнірах
| Турнір                                        | Сезон | Матчів | Перемог | Нічиїх | Поразок | Голів |
| XI Літні Олімпійські ігри                     | 1936  | 4      | 2       | 0      | 2       | 5     |
| відбірковий турнір Чемпіонату світу з футболу | 1938  | 2      | 1       | 0      | 1       | 0     |
| Чемпіонат світу з футболу                     | 1938  | 1      | 0       | 0      | 1       | 0     |

## Досягнення
- Екстракляса
  -  Чемпіон (5): 1933, 1934, 1935, 1936, 1938
  -  Бронзовий призер (1): 1937